# 维戈尼奇区
维戈尼奇区（俄语：Выгоничский район）是俄罗斯联邦布良斯克州下辖的一个区，其行政中心为维戈尼奇。据2016年统计，该区的人口为20030人。